# Amizmiz
Amizmiz (arabiska: أمزميز) är en stad i Marocko. Den ligger i provinsen Al Haouz och regionen Marrakech-Safi, 300 km söder om huvudstaden Rabat. Antalet invånare var 14 364 vid folkräkningen 2014.